# Deutsch-kamerunische Beziehungen
Die Deutsch-kamerunischen Beziehungen werden von dem Auswärtigen Amt als "gut" beschrieben. Die beiden Länder verbindet eine lange gemeinsame Geschichte und Kamerun war von 1884 bis 1918 eine Kolonie Deutschlands. Auch aufgrund des deutschen Engagements in der Entwicklungszusammenarbeit wird Deutschland im Land "positiv wahrgenommen".

## Geschichte
Die deutsche Präsenz in Kamerun geht auf das 19. Jahrhundert zurück. Im Jahre 1861 erklommen der Brite Richard Francis Burton und der deutsche Botaniker Gustav Mann als erste Europäer den Kamerunberg. Einige Jahre später errichteten das Handelshaus von Adolph Woermann einen Standort in Douala. Im Jahre 1884 schlossen die Kolonialgesellschaften Jantzen & Thormählen und Woermann einen Beistandspakt mit den lokalen Herrschern ab und die deutsche Kolonie Kamerun wurde errichtet. Gustav Nachtigal wurde der erste für das Gebiet zuständige Reichskommissar und ein deutsches Expeditionscorps schlug den folgenden Aufstand der Bevölkerung nieder. Das Innere des Landes wurde nach und nach erkundet und unterworfen und deutsche Händler und Missionare ließen sich in der Kolonie nieder. 1902 eroberte Hans Dominik Nordkamerun. 1911 erweiterte der Marokko-Kongo-Vertrag die Kolonie um das Gebiet Neukamerun. Das Gebiet von Neukamerun ist heute Teil des Tschad, der Zentralafrikanischen Republik, der Republik Kongo und Gabuns.
Die Kolonie Kamerun war die wirtschaftlich wichtigste der deutschen Kolonien. Dafür wurde die Bevölkerung ausgebeutet und ein System der Plantagenwirtschaft aufgezogen. Der Großteil der Exporte entstammte jedoch der einheimischen Wirtschaft. Die Kolonie lieferte unter anderem Kautschuk, Elfenbein, Kakao, Palmöl und Palmkerne an das "Mutterland" und empfing im Gegenzug Bratfett und Waffen aus dem Reich. Insgesamt blieb der Handel mit den Kolonien allerdings von sekundärer Bedeutung für das Deutsche Reich im Vergleich zum Handel mit den Nachbarländern. Als Siedlungskolonie für Europäer wurde Kamerun aufgrund des tropischen Klimas nicht in Betracht gezogen. Nach Deutschlands Niederlage im Ersten Weltkrieg wurde die Kolonie Kamerun zwischen dem Vereinigten Königreich und Frankreich aufgeteilt.
Eine Botschaft der Bundesrepublik Deutschland (BRD) in Kamerun wurde 1960 im Jahr der Unabhängigkeit des Landes eingerichtet. Nach dem Ende der Hallstein-Doktrin 1973 nahm Kamerun auch diplomatische Beziehungen zur Deutschen Demokratischen Republik (DDR) auf. Für Kamerun wurde die BRD zu einem wichtigen Geber von Entwicklungshilfe. Staatsbesuche der kamerunischen Präsidenten Ahmadou Ahidjo und Paul Biya erfolgen 1963 bzw. 1986 in der BRD. 1987 besuchte Helmut Kohl als erster deutscher Bundeskanzler Kamerun.
Am 26. Februar 2015 empfing Außenminister Frank-Walter Steinmeier den Außenminister Kameruns, Pierre Moukoko Mbonjo, zu einem Gespräch im Auswärtigen Amt. Im Mittelpunkt des Gesprächs wurde der Ausbau der bilateralen Beziehungen sowie die Sicherheitslage in der Region besprochen.

## Wirtschaft
Die wirtschaftlichen Beziehungen zwischen Deutschland und Kamerun sind noch wenig entwickelt und aufgrund schwieriger Rahmenbedingungen im Land investieren nur wenige deutsche Unternehmen im Land. Das bilaterale Handelsvolumen belief sich 2021 auf 206 Millionen Euro, wobei Deutschland aus dem Land Waren im Wert von 82 Millionen Euro einführte und im Gegenzug Waren im Wert von 124 Millionen Euro lieferte. Für den deutschen Außenhandel weist der Handel mit Kamerun damit kaum Bedeutung auf.

## Entwicklungshilfe
Für Kamerun ist Deutschland das wichtigste Geberland in der Entwicklungshilfe. Zwischen 2017 und 2019 lagen die Hilfen bei über 100 Mio. Euro. Zu den Instrumenten der deutschen Entwicklungszusammenarbeit, die im Land aktiv sind, zählen neben NROs und privaten Trägern die Gesellschaft für Internationale Zusammenarbeit (GIZ), die Kreditanstalt für Wiederaufbau (KfW), die Deutsche Investitions- und Entwicklungsgesellschaft (DEG), die Bundesanstalt für Geowissenschaften und Rohstoffe (BGR), der Zivile Friedensdienst (ZFD), der Senioren Expertenservice (SES), die Diakonie Deutschland, Brot für die Welt und die Sparkassenstiftung, welche Projekte im Land unterstützen.
Schwerpunkte der gemeinsamen Entwicklungszusammenarbeit sind „Dezentralisierung und verantwortungsvolle Regierungsführung“, „Nachhaltigkeit der Ressourcennutzung“ und „Ländliche Entwicklung“. Daneben hilft Deutschland beim Aufbau des Gesundheitswesens im Land und bei der Bewältigung von Flüchtlingsströmen aus den Nachbarländern.

## Kultur und Bildung
Es bestehen enge kulturelle Beziehungen zwischen Kamerun und Deutschland und es gibt etliche zivilgesellschaftliche Verflechtungen zwischen Vereinen und Organisationen sowie Partnerschaften zwischen Kirchengemeinden aus beiden Ländern. Das Goethe-Institut unterhält im Land eine Zweigstelle. Deutsche Wissenschaft und Technik haben im Land einen guten Ruf und knapp 2000 Lehrer unterrichten im Land knapp 200.000 Schüler in der deutschen Sprache, womit Deutsch die zweitbeliebteste Fremdsprache im Land ist. Der Deutsche Akademische Austauschdienst (DAAD) und die Alexander-von-Humboldt-Stiftung unterstützen den akademischen Austausch. Mit knapp 7000 Studierenden (2019) sind kamerunische Studenten die größte Gruppe von Auslandsstudenten aus Afrika in Deutschland.

## Migration
In Deutschland lebten im Jahre 2021 27.545 Kameruner. Mehr als ein Drittel der Kameruner in Deutschland sind Auslandsstudenten. Im Gegenzug lebten ca. 600 bis 700 deutsche Staatsangehörige in Kamerun, welche häufig in der Wirtschaft oder der Entwicklungshilfe tätig sind.

## Sport
Die Kamerunische Fußballnationalmannschaft zählt zu den erfolgreichsten Auswahlmannschaften Afrikas und wurde bereits mehrmals von deutschen Trainern gecoacht. Darunter waren Peter Schnittger (1970–1973), Winfried Schäfer (2001–2004), Otto Pfister (2007–2009) und Volker Finke (2013–2015). Bei der Fußball-Weltmeisterschaft 2002 traf die von Winfried Schäfer trainierte kamerunische Auswahl in der Gruppenphase auf Deutschland. Ein Spiel, welches Deutschland mit 2:0 für sich entscheiden konnte.
Zu den kamerunischen Fußballspielern, die in der Fußball-Bundesliga aktiv waren, zählen Pierre Womé, Rigobert Song, Serge Branco und Timothée Atouba. Es gibt viele prominente Deutsch-Kamerunische Fußballspieler, die teilweise auch für eine der beiden oder sogar beide Nationalmannschaften aktiv waren, wie Eric Maxim Choupo-Moting, Joel Matip, Armel Bella-Kotchap, Marcel Ndjeng und Youssoufa Moukoko. Die ehemalige Fußballspielerin Célia Šašić war väterlicherseits kamerunische Abstammung und wurde zweimal (2012 und 2015) zu Deutschlands Fußballerin des Jahres gewählt. 

## Diplomatische Standorte
- Deutschland hat eine Botschaft in Jaunde.[10]
- Kamerun hat eine Botschaft in Berlin.[11]